# Hệ thống marketing dọc
‘’’Hệ thống marketing dọc’’’ (VMS - Vertical Marketing System) là một trong các hệ thống phổ biến trong marketing.
Một hệ thống marketing dọc VMS hoạt động như một thể thống nhất, gồm các nhà sản xuất, nhà bán sỉ và nhà bán lẻ. Hoặc thành viên này là chủ của thành viên khác hoặc cho họ độc quyền kinh tiêu hoặc có quyền lực mạnh đến nỗi các thành viên kia phải hợp tác. Một VMS có thể do một nhà sản xuất, một nhà bán lẻ hay một nhà bán sỉ thống trị. VMS xuất hiện nhằm kiểm soát hoạt động của kênh và điều giải xung đột do mỗi thành viên chỉ chạy theo lợi ích riêng của mình.
Hệ thống marketing dọc thường được dùng để so sánh với hệ thống kênh marketing thông thường.